# 福島県道148号水原福島線
福島県道148号水原福島線（ふくしまけんどう148ごう みずはらふくしません）は、福島県福島市内にある一般県道である。

## 概要
- 起点：福島市松川町水原字屋敷田
- 終点：福島市大町
- 総延長：13.610 km[1]
  - 実延長：12.726 km
- 路線認定年月日：1959年8月31日[2]

福島市南端部の松川町水原から山間部を抜け市内大森を経由し、福島市中心部に至る路線である。ほぼ全線が片側1車線、終点付近の福島県庁前が片側2車線で整備されている。

## 重用路線
- 福島県道362号南福島停車場線（福島市大森字下町地内）
- 国道115号（福島市大森字北島 - 同市郷野目字宝来町）

## 接続路線
- 福島県道52号土湯温泉線（松川町水原字屋敷田 起点）
- 福島県道194号金谷川停車場石内線（松川町水原字石内）
- 福島県道362号南福島停車場線 土湯温泉方面（大森字下町）
- 福島県道362号南福島停車場線 南福島駅方面（大森字下町）
- 国道13号福島西道路（大森字街道端〈大森街道端交差点〉）
- 国道115号福島西バイパス 猪苗代町方面（大森字北島〈中屋敷交差点〉）
- 国道115号福島西バイパス 相馬市方面（郷野目字宝来町〈郷野目交差点〉）
- 国道13号平和通り（大町〈福島警察署前交差点〉終点）

## 通称
- 大森街道

福島市大森 - 方木田
大森城（現在の大森城山公園）の城下町である大森地区と福島城下に至る奥州街道を旧土湯街道（現在の福島市道南町佐倉下線）を介し連絡する街道筋であり、沿線には住宅や商店が立ち並ぶ。大森街道は国道115号に至った後、市道として直進、北上し旧土湯街道に至る。
- 奥州街道（旧国道4号）

福島市郷野目（郷野目交差点） - 福島市中町（中町交差点）
郷野目交差点で奥州街道の道筋（福島市道南町浅川線）に合流し北上、中町交差点で県道は東へ分岐する。奥州街道はその後福島市道として直進する。福島城城下町の江戸側の玄関口として重要な路線であり、1983年の福島南バイパスの開通までは国道4号、その後1988年の福島西バイパス開通までは南町の旧土湯街道交点から北側が国道115号として指定されていた。現在でも市内では「旧4号」と呼ばれることが多い。
- 紅葉山通り（旧高湯街道）

福島市中町（中町交差点） - 福島市杉妻町（福島県庁正門前）
中町交差点から東進し福島県庁に至る区間である。明治時代の三島通庸県令時代に福島県庁から高湯温泉までを繋ぐ近代的な道路網として整備された路線を前身としており、紅葉山公園から中町交差点を直進しその後は市道として高湯街道（現道）の合流部に至る。
- 県庁通り（旧大門通り）

福島市杉妻町（福島県庁正門前） - 福島市大町（福島警察署前交差点）
福島県庁から北上し終点の国道13号平和通りに至る区間である。国道と県庁を結ぶ取り付け道路としての性格もあり、片側2車線で整備されている。中央分離帯には県木でもあるケヤキの並木が植栽されている。当区間の中間付近に福島城大手門がかつてあったことからかつては大門通りとも呼ばれていた。県庁通りは県道終点から先へ市道杉妻町御山町線として更に北上する。

## 橋梁
- 方木田跨線橋（JR東北本線）
- 荒川橋
  - 全長：41.9 m
  - 幅員：7.0（12.0） m
  - 形式：ポストテンションブロック方式単純PCT桁橋
  - 竣工：1996年

福島市郷野目字宝来町から字向町に跨り、一級水系阿武隈川水系濁川支流の大森川にかかる。荒川の旧河道であることからこの名がつけられた。大森川の河川改修に伴いかけ替えられ、周辺条件により桁高を抑える必要があったため、ポストテンションブロック方式が用いられた。
- 信夫橋 - 荒川

## 沿線
- 福島市立水原小学校
- 水原郵便局
- 水原神社
- 東北電力ネットワーク福島変電所
- 平田郵便局（福島県）
- 前田八幡神社
- 岩代大森郵便局
- しのぶ病院
- 福島民友本社
- 日産プリンス福島販売本社
- ホテルサンルート福島
- 福島県自治会館
- 福島県庁
- 福島市立福島第一小学校
- 大原綜合病院
- 福島警察署